# Gdaňský hranáč

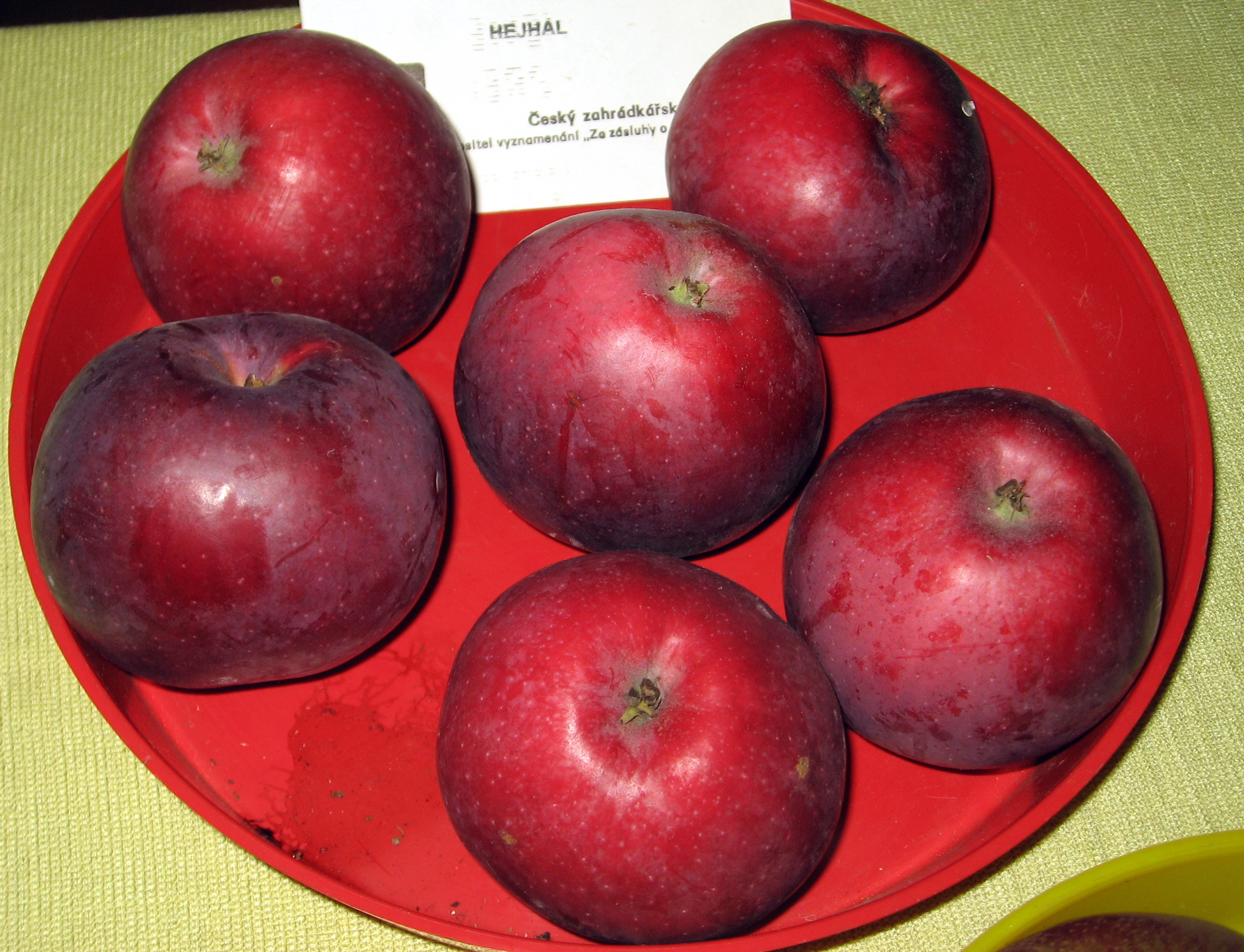

Gdaňský hranáč (Jabloň domácí Gdaňský hranáč, Malus domestica, německy Danziger Kantapfel) je ovocný strom, kultivar druhu jabloň domácí z čeledi růžovitých.

## Historie
Gdaňský hranáč je velmi stará česká odrůda, která byla v 17. století zanesená českými exulanty do Pobaltí.

## Charakteristika
Jedná se o podzimní odrůdu, která se vyznačuje středními nebo velkými plody. Chuť je jemně šťavnatá a navinule sladká po malinách. Slupka je žlutá, z velké části krvavě červená až červeně žíhaná. Plody se sklízí koncem září a vydrží do prosince, konzumně dozrávají ihned po sklizni. Začíná plodit 5 až 8 let po výsadbě, plodnost je střídavá. Odrůda je velmi vhodná na přímý konzum a kuchyňské využití.
Roste bujně, obvyklá výška je do 10 metrů. Na bujné podnoži se dožívá nad 100 let. Je vysoce odolná proti mrazu. Na řez je méně náročná. Vyžaduje kratší řez. Skromná je také na živiny. Není vhodná na nízké tvary. Toleruje větrné polohy a je i nenáročná na teplo. Vlhčí půdy jí nevadí. Je vhodná na stanoviště do nadmořské výšky 600 m. Odrůda je vhodná jako velmi dobrý opylovač.